# Gunfighters
Gunfighters (br Terra de Paixões) é um filme norte-americano de 1947, do gênero faroeste, dirigido por George Waggner e estrelado por Randolph Scott e Barbara Britton.

## Sinopse
O pistoleiro Brazos Kane jura nunca mais matar. Ele vai trabalhar para Banner, rico dono de terras que usa os métodos mais condenáveis para se apossar dos ranchos vizinhos. Banner possui duas filhas: Jane, a boazinha, que se apaixona por Brazos, e Bess, a insuportável, obcecada por Bard Macky, cruel capanga de Banner. Instalada a guerra entre rancheiros e Banner, Brazos fica do lado certo da cerca, o que significa quebrar seu juramento...

## Elenco
| Ator/Atriz       | Personagem          |
| ---------------- | ------------------- |
| Randolph Scott   | Brazos Kane         |
| Barbara Britton  | Bess Banner         |
| Bruce Cabot      | Bard Macky          |
| Dorothy Hart     | Jane Banner         |
| Charley Grapewin | Inskip              |
| Steven Geray     | Jose                |
| Forrest Tucker   | Ben Orcutt          |
| Charles Kemper   | Xerife Kiscaden     |
| Grant Withers    | Delegado Bill Yount |
| John Miles       | Johnny O'Neil       |
| Griff Barnett    | Banner              |